# Andhra Pradesh
Andhra Pradesh ([aːndʱrɐ prɐdeːʃ]ⓘ en télugu: ఆంధ్ర ప్రదేశ్ Āam̩thra Pradēś) es un estado de la República de la India. Su capital de facto es Amarāvatī y su capital de iure es Hyderabad. Está ubicado al sureste del país, limitando al norte con Telangana y Odisha, al este con la bahía de Bengala (océano Índico), al sur con Tamil Nadu y al oeste con Karnataka. Con 160 205 km² es el octavo estado más extenso, por detrás de Rajastán, Madhya Pradesh, Maharastra, Uttar Pradesh, Jammu y Cachemira, Guyarat y Karnataka. 
Es el nexo de unión entre el sur y el norte de la India. Se le considera el «cuenco de arroz» del país. Lo cruzan dos ríos principales: el Godavari y el Krishna.

## Historia
Escritos sánscritos del siglo VII a. C. describen a los habitantes de Andhra como arios del norte que emigraron hacia el sur desde los montes Vindhia (en el centro del subcontinente) y se mezclaron con los dravidianos. Volvieron a ser mencionados al morir el rey Asoka, del Imperio mauria, en el 232 a. C. Esta fecha es el inicio de la historia escrita de Andhra.
Durante el siglo XVII el Imperio Británico conquistó la zona costera del estado. La zona de la bahía de Bengala quedó bajo control de Madrás. Los Nizams, antiguos gobernantes de la zona, retuvieron el control sobre la zona interior de la región que se transformó en un estado principesco conocido como Hyderabad, aceptando el gobierno británico a cambio de una cierta autonomía local.
Con la llegada de la independencia del país en 1947, el gobernante musulmán del estado principesco intentó mantenerse independiente de la India. A pesar de ello, la zona fue finalmente asimilada como estado en 1948.
En 1972, los pobladores de la costa del estado de Andhra Pradesh solicitaron al Gobierno central en Nueva Delhi la división de su estado en dos regiones:
- Telangana, la región interior donde se habla idioma télugu.
- Andhra, la región costera, habitada por los propios andhras.

Varias organizaciones se unieron formando el Yai Andhra (jayandhra: ‘victoria para Andhra’). En su bandera verde se dibujó el mapa de los 12 distritos donde se hablan y escriben idiomas diferentes al télugu.
En 1980 en la provincia se fundó la guerrilla del PWG (Grupo de Guerra Popular), que desde entonces ha mantenido un largo conflicto que ha costado más de 8000 vidas. Mantenían vínculos con los LTTE (Tigres de Liberación del Eelam Támil) de Sri Lanka, que tenían unos 2500 miembros.

## Economía
La agricultura ha sido siempre la principal fuente de ingresos del estado. El arroz, la caña de azúcar, el algodón y el tabaco son los principales cultivos. Recientemente se están desarrollando algunas industrias como las de las tecnologías de la información y la biotecnología.
Hyderabad, capital de Andhra Pradesh, es la quinta ciudad de la India, con una importante cultura y una industria floreciente. Es una de las pocas ciudades en las que conviven tradición y tecnología. Hyderabad, al igual que Bangalore se ha convertido en uno de los principales puntos de inversión del país. El principal puerto del estado se encuentra en la ciudad de Vizag.

## Turismo
En Andhra Pradesh se encuentran numerosos centros de peregrinación. Tirupati es uno de los templos hinduistas más visitados del país. Las cuevas de Borra, con una antigüedad de más de un millón de años, o el valle de Araku son otros de los principales destinos turísticos de la región.

## Distritos
Desde la independencia de Telangana en 2014, el estado de Andhra Pradesh en la India consta de dos regiones divididas en 13 distritos:
- Rayalaseema: Kurnool, Chittoor, Kadapa, Anantapur
- Coastal Andhra: Godavari Este, Godavari Oeste, Krishna, Guntur, Prakasam, Nellore, Srikakulam, Vizianagaram, Visakhapatnam

|         |         |                            |        |               |           |        |            |
| °       |         |                            |        |               |           |        |            |
| Ranking | Ranking |                            |        | Sede          | Población | Área   | Densidad   |
| Pob.    | Área    | Distritos                  | Código | (capital)     | (2011)    | (km²)  | (hab./km²) |
| AP-06   | AP-01   | Distrito de Anantapur      | AP-AN  | Anantapur     | 4 083 315 | 19 130 | 213        |
| AP-05   | AP-05   | Distrito de Chittoor       | AP-CH  | Chittoor      | 4 170 468 | 15 152 | 275        |
| AP-01   | AP-09   | Distrito de Godavari Este  | AP-EG  | Kakinada      | 5 151 549 | 10,807 | 477        |
| AP-08   | AP-11   | Distrito de Godavari Oeste | AP-WG  | Eluru         | 3 934 782 | 7742   | 490        |
| AP-02   | AP-07   | Distrito de Guntur         | AP-GU  | Guntur        | 4 889 230 | 11 391 | 429        |
| AP-11   | AP-04   | Distrito de Kadapa         | AP-CU  | Kadapa        | 2 884 524 | 15 359 | 188        |
| AP-03   | AP-10   | Distrito de Krishna        | AP-KR  | Machilipatnam | 4 529 009 | 8727   | 519        |
| AP-07   | AP-02   | Distrito de Kurnool        | AP-KU  | Kurnool       | 4 046 601 | 17 658 | 229        |
| AP-10   | AP-06   | Distrito de Nellore        | AP-NE  | Nellore       | 2 966 082 | 13 076 | 227        |
| AP-09   | AP-03   | Distrito de Prakasam       | AP-PR  | Ongole        | 3 392 764 | 17 626 | 193        |
| AP-12   | AP-13   | Distrito de Srikakulam     | AP-SR  | Srikakulam    | 2 699 471 | 5837   | 462        |
| AP-04   | AP-08   | Distrito de Visakhapatnam  | AP-VS  | Visakhapatnam | 4 288 113 | 11 161 | 340        |
| AP-13   | AP-12   | Distrito de Vizianagaram   | AP-VZ  | Vizianagaram  | 2 342 868 | 6539   | 384        |